# Aneflomorpha mexicana
Aneflomorpha mexicana är en skalbaggsart som först beskrevs av Linsley 1935.  Aneflomorpha mexicana ingår i släktet Aneflomorpha och familjen långhorningar. Inga underarter finns listade i Catalogue of Life.